# 가이 버틀러

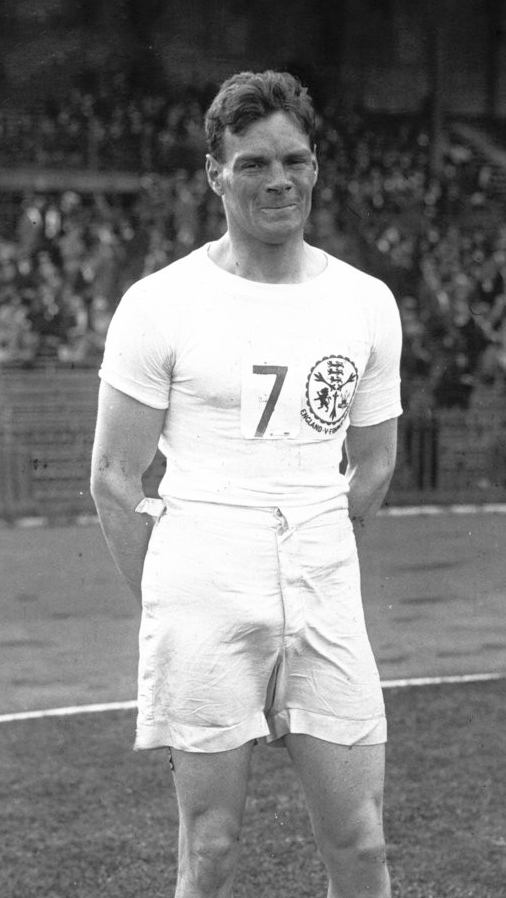

가이 버틀러(Guy Butler, 본명: 가이 몬태규 버틀러, Guy Montagu Butler, 1899년 8월 25일 – 1981년 2월 22일)는 영국의 단거리 육상 선수로, 1920년 하계 올림픽 4x 400m 릴레이 경기에서 금메달을 땄다. 4개의 올림픽 메달을 획득한 가이 버틀러는 서배스천 코, 크리스틴 오후루오구 및 모 패라와 함께 육상 메달 수에 대한 영국 기록을 공유한다.